# Domingo de las Madres
El Domingo de las Madres es un día en honor de las iglesias madre, la iglesia donde uno es bautizado y se convierte en «hijo de la iglesia», se celebra desde la Edad Media en el Reino Unido, Irlanda y algunos países de la Commonwealth en el cuarto domingo de Cuaresma. El Domingo de las Madres, los cristianos han visitado históricamente su iglesia madre, la iglesia en la que recibieron el sacramento del bautismo.
Constance Adelaide Smith revivió su observancia moderna a partir de 1913 para honrar a la Madre Iglesia, a las «madres de los hogares terrenales», a la Virgen María (madre de Jesús) y a la Madre Naturaleza. Ganó popularidad en respuesta al originalmente estadounidense Día de la Madre. La festividad se conoce a menudo como «Día de la Madre» en el Reino Unido, y se ha convertido en una celebración laica de las madres y la maternidad.

## Origen medieval
El Domingo de la Maternidad coincide con el Domingo Laetare, también llamado Domingo de Cuaresma o Domingo del Refrigerio, un día de tregua del ayuno a mitad de la estación penitencial de la Cuaresma. Su asociación con la maternidad tiene su origen en los textos leídos durante la Misa en la Edad Media, apareciendo en el leccionario en fuentes tan antiguas como el Leccionario de Murbach del siglo VIII. Estos incluyen varias referencias a las madres y metáforas de las madres.
El introito del día procede de Isaías 66:10-11 y del Salmo 122:1, utilizando imágenes de la Nueva Jerusalén:
Regocijaos con Jerusalén y alegraos por ella, todos los que os deleitáis en ella; exultad y cantad de alegría con ella, todos los que con tristeza lloráis por ella; para que maméis y os saciéis en los pechos de sus consuelos. Salmo: Que alegría cuando me dijeron: Vamos a la casa del Señor.
Laetare Hierusalem et conventum facite omnes qui diligitis eam: gaudete cum laetitia, qui in tristitia fuistis, ut exsultetis et satiemini ab uberibus consolationis vestrae. Psalmus: Laetatus sum in his quae dicta sunt mihi: in domum Domini ibimus.
Los comentaristas de la época lo asocian con la personificación de la Iglesia como Esposa de Cristo o con la Virgen María.
La lectura de la Epístola del día es Gálatas 4:21-31, el análisis que hace el apóstol Pablo de la historia de Agar y Sara, hablando de 'Jerusalén... que es la madre de todos nosotros'. Aunque reconoce el significado de la maternidad, Pablo entiende la historia como una alegoría, abogando por una comprensión de la maternidad que trasciende el mundo material y la fertilidad mediante la cita de Isaías 54:1:

Alégrate, tú sin hijos, tú que no tienes hijos,
prorrumpe en cánticos y grita, tú que no soportas dolores de parto;
pues los hijos de la mujer desolada son más numerosos
que los hijos de la que está casada.

El Evangelio del día es Juan 6:1-14, la historia de la alimentación de los cinco mil, que dio lugar a la asociación entre el Domingo de las Madres y los 'Dones de la Madre Tierra'.
Inspirados por el salmo «Iremos a la casa del Señor», los medievales comenzaron a hacer procesiones a su iglesia madre ese día, normalmente la catedral local. Estas a veces podían volverse revoltosas, como recoge Robert Grosseteste (Carta 22.7):
En todas y cada una de las iglesias deberíais prohibir estrictamente que una parroquia se pelee con otra por ver qué estandartes deben ir primero en las procesiones en el momento de la visita y veneración anual de la iglesia madre. [...] Los que deshonran a su madre espiritual no deberían escapar en absoluto al castigo, cuando los que deshonran a sus madres carnales son, de acuerdo con la ley de Dios, maldecidos y castigados con la muerte.

## Continuación moderna temprana
.

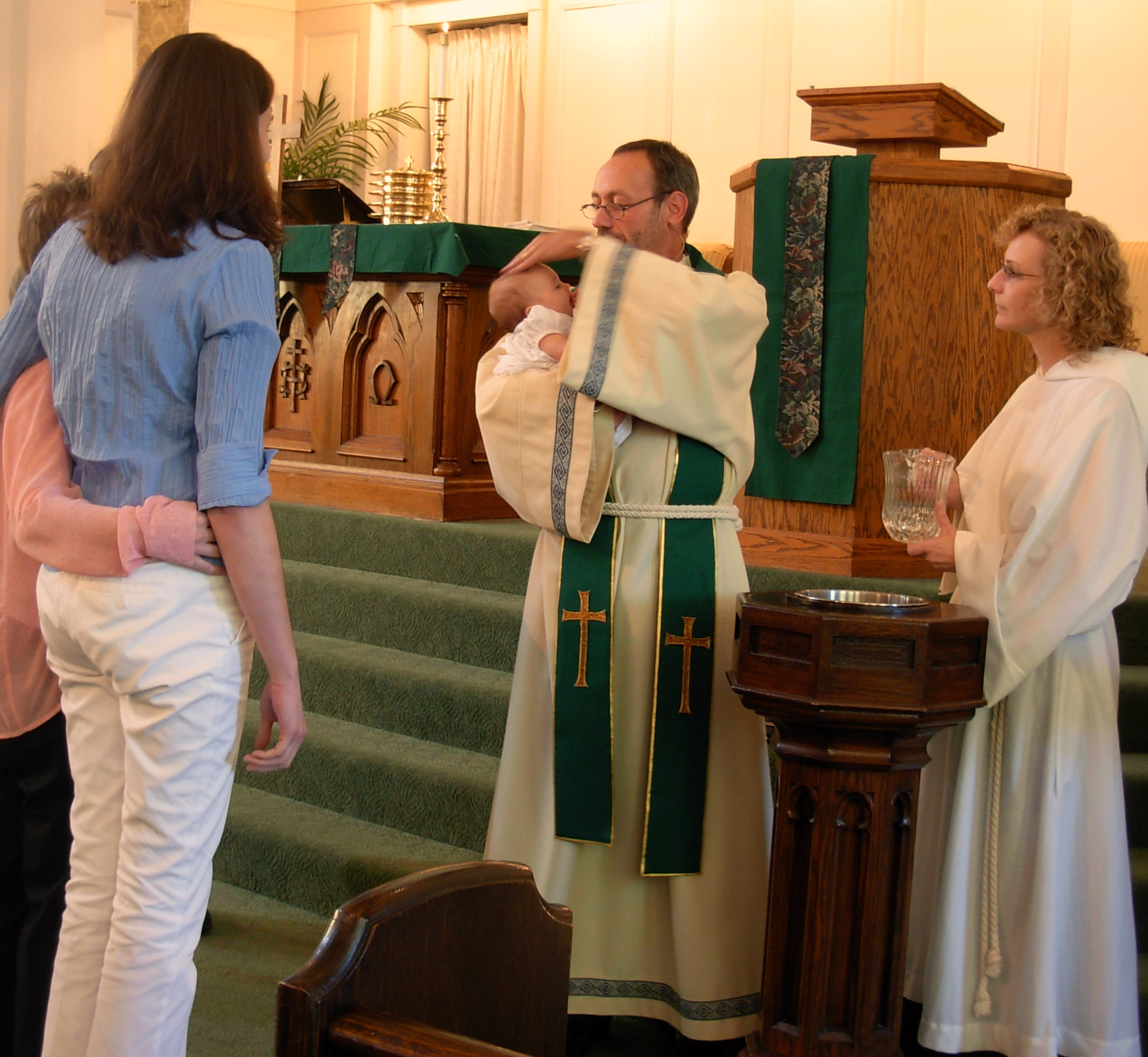
Históricamente, el Domingo de las Madres la gente ha visitado la iglesia en la que recibió el sacramento cristiano del bautismo.

Tras la Reforma Inglesa, el Libro de Oración Común continuó asignando las mismas lecturas. Durante el siglo XVI, los cristianos siguieron volviendo a sus iglesias madre locales para celebrar un servicio el domingo de Laetare. En este contexto, la iglesia madre de uno era o bien la iglesia donde uno fue bautizado, la iglesia parroquial local, o la catedral más cercana (siendo esta última la iglesia madre de todas las iglesias parroquiales de una diócesis). De quien lo hacía se decía comúnmente que había ido a «madrear», término registrado en 1644:

Cada domingo de Pentecostés es un gran día en Worcester, cuando todos los hijos y ahijados se reúnen a la cabeza y al cheife de la familia y celebran un banquete. Lo llaman el Día de las Madres.

En épocas posteriores, el Domingo de las Madres se convirtió en un día en el que a las empleadas domésticas se les concedía un día libre para visitar la iglesia materna, normalmente con sus propias madres y otros miembros de la familia.